# تی‌دبلیو استیل
تی دبلیو استیل (TW Steel) یک شرکت هلندی تولید ساعت است که به دلیل تولید ساعتهایی با سایزهای نسبتاً بزرگتر از سایز معمول و کرونوگراف٫ شناخته شده‌است. این شرکت در سال ۲۰۰۵ میلادی توسط یک پدر و پسر ٫ یوردی و تون سبولنز در هلند تأسیس گشته است.